# Gebirgsjäger

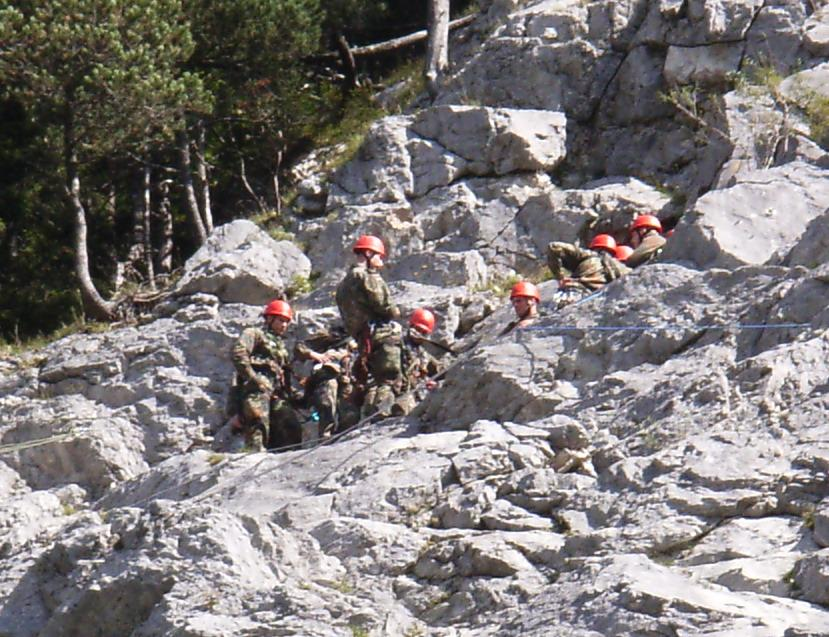
Gebirgsjägers allemands durant un exercice en 2006.

Gebirgsjäger (prononciation allemande: [ɡəˈbɪʁksˌjɛːɡɐ]) « chasseurs des montagnes », Kaiserjäger ou Alpenjäger « chasseurs alpins » (faisant notamment partie de l'Alpenkorps) sont un corps d'armée d'infanterie légère alpin ou de montagne d'Allemagne, de Bavière, d'Autriche ou de Suisse. Le mot Jäger (signifiant « chasseur ») est un terme caractéristique utilisé pour l'infanterie légère dans le contexte militaire allemand (cf. chasseur alpin en français).

## Troupes de montagne en Allemagne
Dans l'entre-deux-guerres, l'Allemagne soumise au Traité de Versailles ne conserve qu'un bataillon de chasseurs alpins, un groupe d'artillerie de montagne et quelques autres éléments. En 1935, ayant retrouvé sa liberté d'action, l'Allemagne met sur pied la 1re division de montagne (1. Gebirgs-Division). Après l'Anschluss, elle annexe les troupes de montagne autrichiennes qui forment les 2e division de montagne (2. Gebirgs-Division) et 3e division de montagne (3. Gebirgs-Division) regroupées au sein d'un 18ecorps de montagne.

## Seconde Guerre mondiale
Pendant la Seconde Guerre mondiale, l'Allemagne renforce considérablement les troupes de montagne. Elles interviennent lors de la campagne de Pologne dans les Tatras et lors de la campagne de Norvège en 1939-1940. À partir de 1941, elles se battent lors la campagne des Balkans, sur le front russe en Laponie et dans la chaîne du Caucase. Du 18 au 21 août 1942, 21 chasseurs alpins 1re division de montagne (1. Gebirgs-Division) et 4e division de montagne (4. Gebirgs-Division) parviennent au sommet de l'Elbrouz. Durant la campagne d'Italie en 1943, la 5e division de montagne (5. Gebirgs-Division) est opposée au corps expéditionnaire français du général Juin. En Scandinavie, l'armée du général Eduard Dietl a porté le nom de 20e armée de montagne (Allemagne).

### Heer

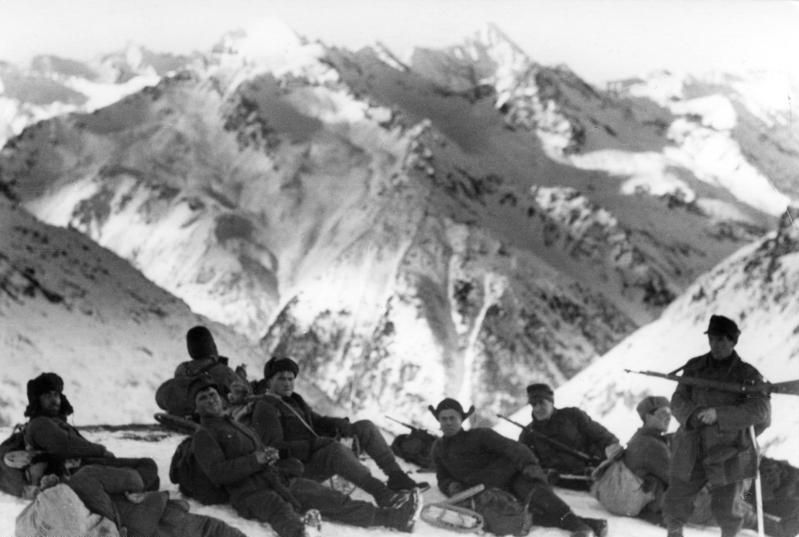
Groupe de Gebirgsjägers durant la bataille du Caucase, fin 1942.

- Groupe de Gebirgsjägers artilleurs1re division de montagne (1. Gebirgs-Division)

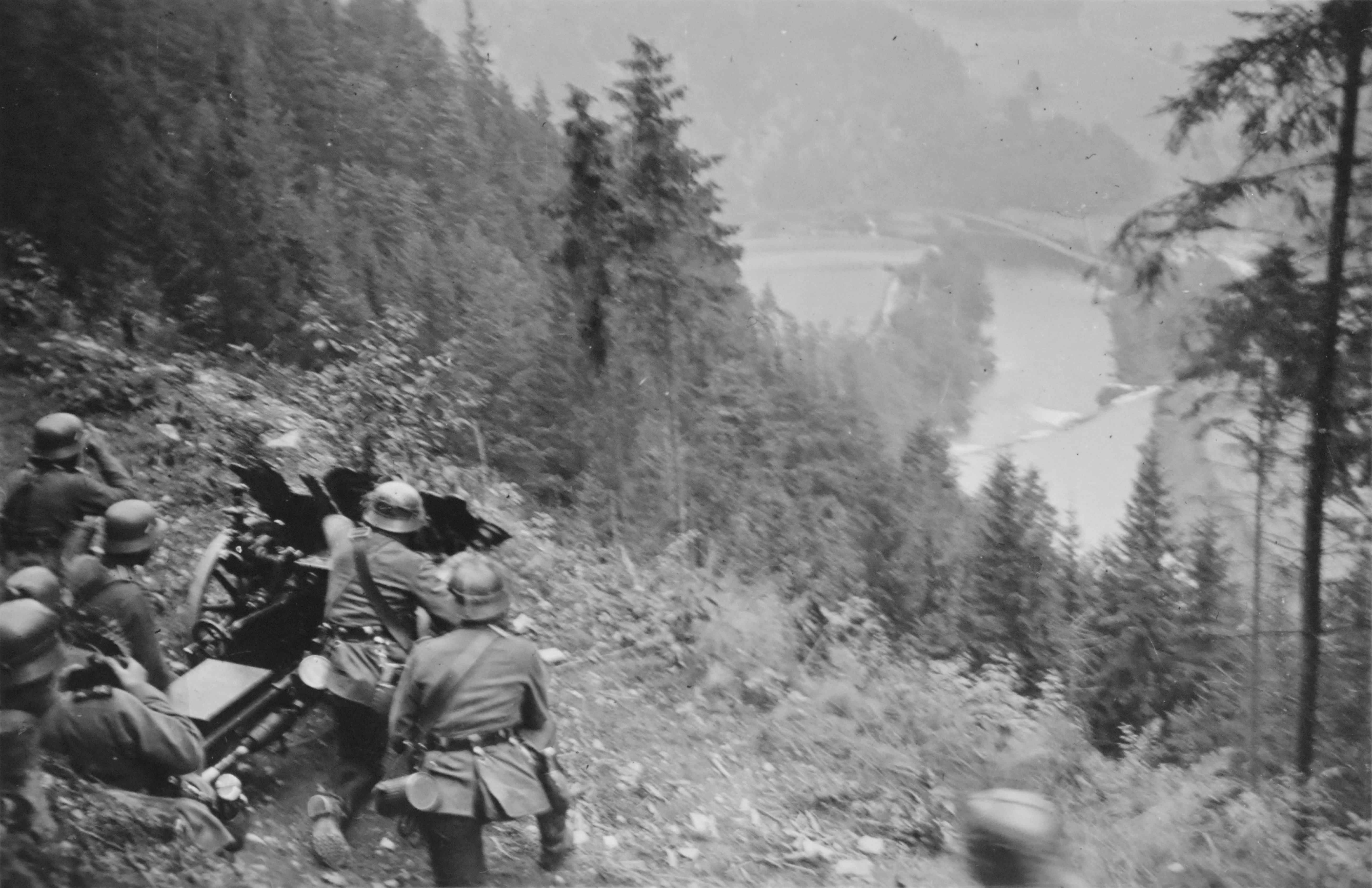
Groupe de Gebirgsjägers artilleurs

- 2e division de montagne (2. Gebirgs-Division)
- 3e division de montagne (3. Gebirgs-Division)
- 4e division de montagne (4. Gebirgs-Division)
- 5e division de montagne (5. Gebirgs-Division)
- 6e division de montagne (6. Gebirgs-Division)
- 7e division de montagne (7. Gebirgs-Division)
- 8e division de montagne (8. Gebirgs-Division)
- 9e division de montagne Nord (9. Gebirgs-Division Nord)
- 9e division de montagne Est (9. Gebirgs-Division Ost)
- 157e division de montagne (157. Gebirgs-Division)
- 188e division de montagne (188. Gebirgs-Division)
- Division de montagne Steiermark (Gebirgs-Division Steiermark)
- 1. Volks-Gebirgs-Division

### Waffen-SS
- 6ᵉ division de montagne de la Waffen-SS Nord (6. SS-Gebirgs-Division Nord)
- 7ᵉ division de montagne de volontaires de la Waffen-SS Prinz Eugen (7. SS-Freiwilligen-Gebirgs-Division Prinz Eugen)
- 13ᵉ division de montagne de la Waffen-SS Handschar (croate n°1) (13. Waffen-Gebirgs-Division der SS Handschar)
- 21ᵉ division de montagne de la Waffen-SS Skanderbeg (albanaise n°1) (21. Waffen-Gebirgs-Division der SS Skanderbeg)
- 23ᵉ division de montagne de la Waffen-SS Kama (croate n°2) (23. Waffen-Gebirgs-Division der SS Kama)

## Aujourd'hui
En 1956, l'Allemagne de l'Ouest a créé la 1re division d'infanterie de montagne. Depuis sa dissolution en 2001, les Gebirgsjäger sont regroupés dans la Brigade d'infanterie de montagne 23 comptant 3 500 hommes.